# エヴァンゲロス・カツイオウリス
エヴァンゲロス・カツイオウリス（Evangelos Katsioulis 、1976年1月19日 - ） はギリシャのイオアンニアで生まれた医学博士であり精神科医でもある。現在、彼はギリシャのテッサロニキに住んでいる。
彼は国際高知能者組織であるワールド・インテリジェンス・ネットワーク(WIN)と、ギリシャの天才児を支援する組織 AAAA.GRの設立者である。
カツイオウリスはIQテストの高得点者として知られている。彼が信頼性のあるIQテストでかつてない極端に高い点数を記録したといういくつかの客観的な証拠がある。彼は標準偏差が16であるスタンフォード・ビネー式知能検査でIQ 205、標準偏差が15のウェクスラー成人知能検査で198.4、標準偏差が24のキャッテル式知能検査で258という数値を記録した。この数値は正規分布における統計学上380億人に1人しか存在しない数値である。

## 学術的背景
彼はアリストテレス大学テッサロニキ校の医学部を2000年に卒業した。
彼は以下の大学院研究課程を修了した：
- 2003年にアリストレス大学テッサロニキ校の医学研究科の理学修士課程（英語版）において医療研究（英語版）と医療技術の課程を修了した[28]。
- 2012年にアリストレス大学テッサロニキ校の哲学科の文学修士課程（英語版）において哲学の課程を修了した[29][30][31]。

彼はアリストレス大学テッサロニキ校の医学部の遺伝子研究科の医学生物学において精神薬理学のPh.D.候補生である。

## 医学的経歴
- 一般医療
アリストテレス大学テッサロニキ校の医学部の卒業に伴い、2000年から2001年の間、彼にはギリシャのコルフ島のGiannadesの保健所に一般開業医として任命された[35]。
彼の軍事任務期間中、2003年から2004年までギリシャのエデッサとエヴロス県において、ギリシャ陸軍の一般開業医として任命された。
- 放射線腫瘍学
2001年から2003年まで、カツイオウリスはテッサロニキのTheageneio Anti-Cancer Hospitalの放射線腫瘍学（英語版）の上級研修医（英語版）だった[36]。
- 神経学
エヴァンゲロスは2011年から2012年までテッサロニキのPapageorgiouの一般病院の神経学の上級研修医として働いた。
- 精神科医
2005年から2007年まで、彼はロンドンのCharing Cross Schemeで精神科の上級研修医として働いた。彼はテッサロニキの精神病院で精神科医としての研修を終えた。

## 科学的研究
- 精神科
  - 精神薬理学
カツイオウリスがアリストテレス大学テッサロニキ校の医学部の精神薬理学の博士課程の学生だったとき、彼はベンゾジアゼピンの遺伝子毒性（英語版）と抗精神病薬の細胞遺伝学の研究に貢献した[37][38][39][40][41][42][43][44][45]。
  - 法医学
カツイオウリスがギリシャのテッサロニキの精神病院で司法精神医科として訓練していたとき、彼は not guilty by reason of insanity（精神異常を理由に無罪を主張する患者）によって使用された武器を調査する多彩学的団体の一員として働いてた[46][47][48][49][50][51][52][53]。
  - 心理学
2012年に、カツイオウリス博士はワールド・インテリジェンス・ネットワークの最初の11年の締め括りと天才児のためのIQID Child IQ Society の設立をドバイの第12回アジア天才児太平洋において名誉講演者として公表した[54][55][56]。
- 神経学
神経学の医療分野の研究中、彼は急性散在性脳脊髄炎と筋クローヌス性ジストニア（英語版）の科学的調査に参加した[57][58]。
- 腎臓学
テッサロニキのAHEPA大学病院（英語版）の腎臓学病棟の職員だったとき、彼は腎線維症（英語版）の研究に貢献した[59]。
- 腫瘍学
腫瘍学の医療分野において、カツイオウリス博士は男性の乳がんと子宮頚癌と手術不可能な主要神経膠芽細胞腫の研究に貢献した[60][61][62][63][64]。

## 活動
カツイオウリスは記事と映画脚本の製作者であり、組織と共同体の創立者でもある。

### 記事
彼は知性や哲学や社会や不安や鬱病そして現代生活スタイルについて誇張した彼の考えを広めた記事を公表した。

### メディア関連
カツイオウリスは以下の映画脚本を制作した：
- ELLHNAS.COM (2008)、若い人達の会社はギリシャの島で形成された[81]。
- TI REI (2009)、古代ギリシャへの現代生活の投影[82]。

### 組織
彼は以下の組織の設立者である（年代順別）：
- World Intelligence Network (WIN), (2001), 高知能者協会（英語版）[83][84][85]
- CIVIQ Society, (2001), 高知能者協会 会員権は標準偏差が16のスタンフォード・ビネー式知能検査で148以上である[86]。
- HELLIQ Society, (2001), 高知能者協会 会員権は標準偏差が16のスタンフォード・ビネー式知能検査で164以上である[87]。
- OLYMPIQ Society, (2001), 高知能者協会 会員権は標準偏差が16のスタンフォード・ビネー式知能検査で180以上である[88]。
- GRIQ Society, (2011), 高知能者協会 会員権は標準偏差が16のスタンフォード・ビネー式知能検査で132以上である[89]。
- QIQ Society, (2011), 高知能者協会 会員権は標準偏差が16のスタンフォード・ビネー式知能検査で116以上である[90]。
- IQID Society, (2012), 高知能者協会 会員権は標準偏差が16のスタンフォード・ビネー式知能検査で132以上の18歳未満である[91]。
- Anadeixi, Academy of Abilities Assessment (AAAA), (2012), 非営利組織 focused on the gifted individuals,[92][93][94][95][96][97][98][99][100][101][102][103][104][105][106]
- Greek Society of High Intelligence (ELYN), (2013), 高知能者協会会員権は標準偏差が16のスタンフォード・ビネー式知能検査で132以上のギリシャ国籍の者である[107]。

## 業績
1989年の高校生のときに、カツイオウリスはギリシャの数学協会が主催した国立数学コンテストに参加し、彼の結果はギリシャのテッサロニキ内で第3位だった。
1993年にギリシャの国立物理学コンテストで160点満点中150点であった。彼はアリストテレス大学テッサロニキ校において全参加者11000人の中の上位6人の中で第1位という記録を残した。
2009年にカツイオウリス博士はグリーンウッド遺伝子研究所による高度な知能に関与する遺伝子の検出の研究に参加した。
World Genius Directory 2013 Genius of the Year - Europe　受賞

### 知能指数
2001年以降、カツイオウリスは以下の高知能者組織の活動的な会員である:
| - Alta Capacidad Hispana (ACH) - Artifex Mens Congregatio (AMC) - ATLANTIQ - Camp Archimedes - Cerebrals - Cerebrals - Council for Test Development - CIVIQ - Cogito - Colloquy - Colossus - Elateneo's - Encefalica - EPIDA - EPIQ - ERGO - ESOTERIQ - EVANGELIQ - EXACTIQ - EXIMIA - GIGA - GLIA - GOTHIQ - Greatest Minds (GMS) - GRIQ | - HELLIQ - High IQ for Humanity (HIQH) - High Potentials (HPS) - Hispaniq International (HIS) - Infinity International (IIS) - Ingenium - Intellect Fellowship - International High IQ - International Society for Cognitive Excellence (ISFCE) - International Society for Philosophical Enquiry - Intertel - IQuadrivium - IQUAL - IQuestion - ISI-S - Literarian - LOGIQ - Mega Foundation - Mega Society East - Mensa - MIND - Mysterium - NeuroCubo - OLYMPIQ | - One in A THousand (OATH) - Omiqami - PARS - PI - Poetic Genius - Prometheus Society - QIQ - SATORI - Sigma II - Sigma III - Sigma V - Sigma - Deliberative Council - Smarts People - SPIQR - STHIQ - TENSA - Thinkers International - Top One Percent Society (TOPS) - Triple Nine Society - ULTRA - Ultranet - UNIQ Society - Vertex |

2003年に、カツイオウリスはCerebrals Society主催のNon-Verbal Cognitive Performance Examination - Revised (NVCP-R) IQ 国際コンテストで54問中49個の正解数を得て第1位に輝いた。 彼のその正解数は標準偏差が16のスタンフォード・ビネー式知能検査 で205という数値に変換される。
カツイオウリスは最低入会条件が標準偏差が16のスタンフォード・ビネー式知能検査で196という正規分布に発生する統計学上10億人に1人しか存在しないGiga SocietyとEsoteriq Societyに2003年に同時に入会した世界で唯一の人物である。
カツイオウリスは2009年のCerebrals Society主催の国際IQコンテストで100問中93問の正解数を達成して第1位に輝いた。
カツイオウリスは2012年に国際IQリストにおいて第1位に輝いた。その数値は標準偏差が16とした場合205で、15とした場合は198.4で、24とした場合は258であり、それらの数値は正規分布上の統計学上380億人に1人である。

### ウェブサイト - 組織
- Official website of Evangelos Katsioulis
- Anadeixi, Academy of Abilities Assessment
- Greek Society of High Intelligence
- World Intelligence Network
- IQID Child Society

- EVANGELIQ Society
- GIGA society
- ESOTERIQ Society
- OLYMPIQ Society
- HELLIQ Society
- CIVIQ Society
- GRIQ Society
- QIQ Society

### 社会メディア
- Evangelos on Google Plus
- Evangelos on Facebook
- Evangelos on YouTube
- Evangelos on Linkedin
- Evangelos on Twitter